# سام کوئک
سام کوئک (انگلیسی: Sam Quek؛ زادهٔ ۱۸ اکتبر ۱۹۸۸) بازیکن هاکی روی چمن اهل انگلستان است که در مسابقات کشوری و بین‌المللی در مجموع برندهٔ ۲ مدال طلا، ۱ مدال نقره شده‌است.